# Marie de Miribel
Pour les autres personnalités de même nom, voir Miribel.
Marie de Miribel, née le 18 mars 1872 dans le 8e arrondissement de Paris et morte le 7 novembre 1959 dans le 20e arrondissement de Paris, est une infirmière, personnalité catholique et femme politique française. Elle est la fondatrice de l'œuvre de la Croix Saint-Simon, pour les œuvres sociales et hospitalières, et participe à la Résistance durant la Seconde Guerre mondiale.

## Biographie
Marie Josèphe Adrienne de Miribel naît en 1872 à Paris. Issue d'une ancienne famille noble, les Copin de Miribel, elle est la fille du général de Miribel, alors colonel d'artillerie, et d'Henriette Louise de Grouchy, son épouse. Elle fait ses études au couvent de la Visitation et devient dame d'honneur de la duchesse d'Orléans.
Sa rencontre avec l'abbé de Gibergues, fondateur de l'œuvre des Missions diocésaines, change l'orientation de sa vie. Elle participe aux équipes féminines qui font du porte-à-porte pour distribuer des tracts et en profiter pour repérer les familles vivant dans la misère. Elle est bouleversée par la pauvreté, le nombre de malades à secourir, l'insalubrité des logis, le nombre d'enfants à guérir. L'abbé de Gibergues lui permet de rester à Charonne (dans l’est de Paris), en contact direct avec les pauvres par la visite régulière des familles.
Le 13 mai 1906, dans le cadre d'une mission diocésaine, Marie de Miribel ouvre la « Maison de l'Union », dans le quartier de Charonne. En 1912, elle fait construire l'Hôpital de la Croix Saint-Simon au 125, rue d’Avron. Elle fait partie en 1922 du noyau fondateur de la Fédération des centres sociaux de France (FCSF). Elle reste membre du conseil fédéral de la FCSF jusque peu avant sa mort.
Elle s'occupe des jeunes mères, d'équipes d'entraide, des victimes de la tuberculose, du cancer, de la mortalité infantile et néonatale, de la lutte antivénérienne. Elle est surnommée « la sainte du quotidien ».
De 1941 à 1944, elle représente le Quartier du Père-Lachaise au Conseil municipal de Paris, pendant l'occupation allemande, durant la Seconde Guerre mondiale. Marie de Miribel s'engage en même temps dans la Résistance. Elle fait partie du comité de liaison des services sociaux. En 1944, elle est conseillère de Paris,. Après la guerre, elle accueille dans son dispensaire 3 000 anciens prisonniers et déportés. Elle étend son action, et fait moderniser les équipements selon les avancées techniques.
Marie de Miribel meurt le 7 novembre 1959. Elle est revêtue de son uniforme d'infirmière de 1914-1918, sans décoration, car elle avait refusé la Croix de guerre et la Légion d'honneur, se donnant comme devise « honneur, pas d'honneur ».

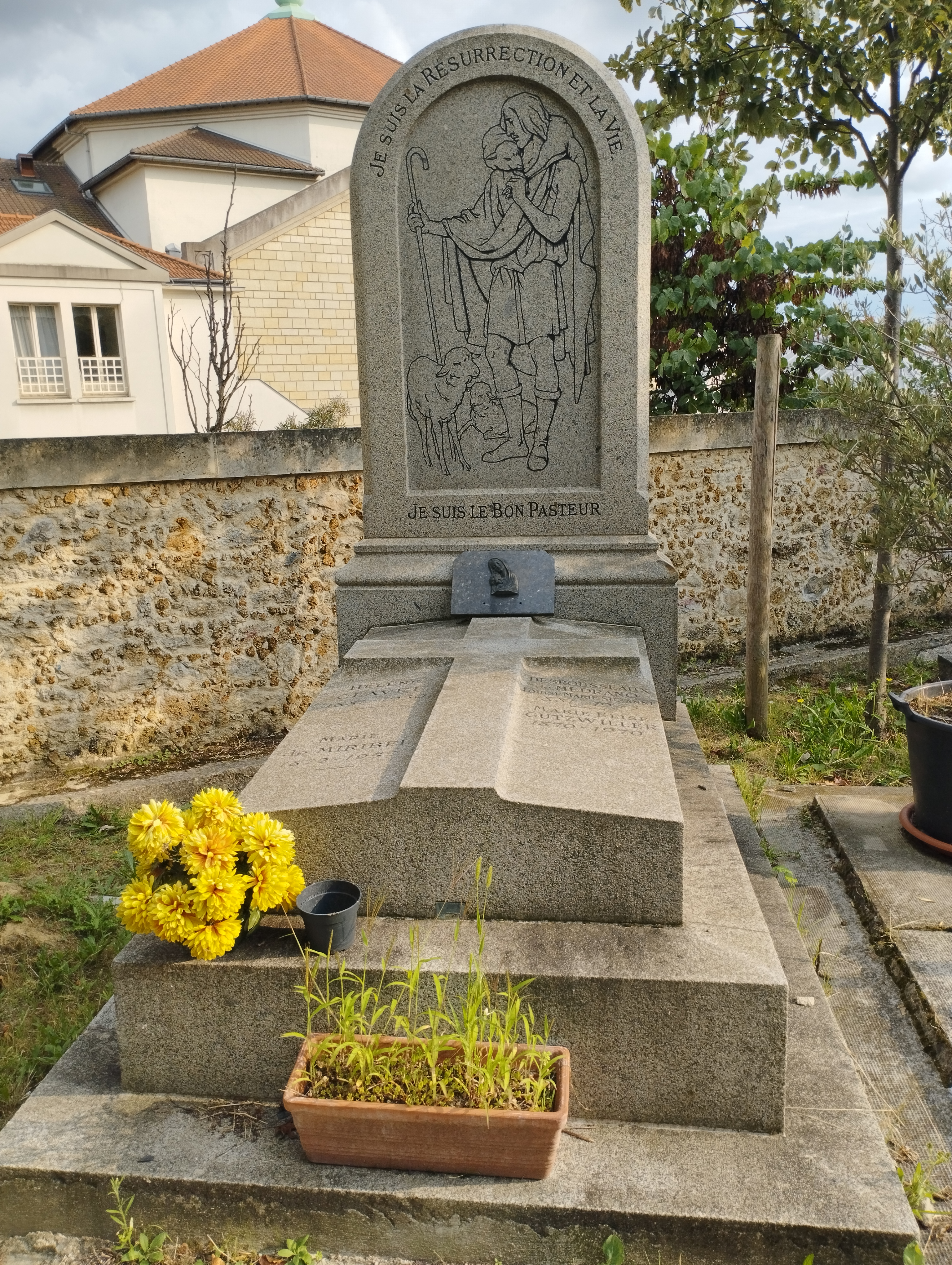
Tombe de Marie de Miribel au cimetière de Charonne (division 1).

Sa tombe se trouve dans le petit cimetière de Charonne jouxtant l'église Saint-Germain-de-Charonne (division 1, 2e section).

## Postérité

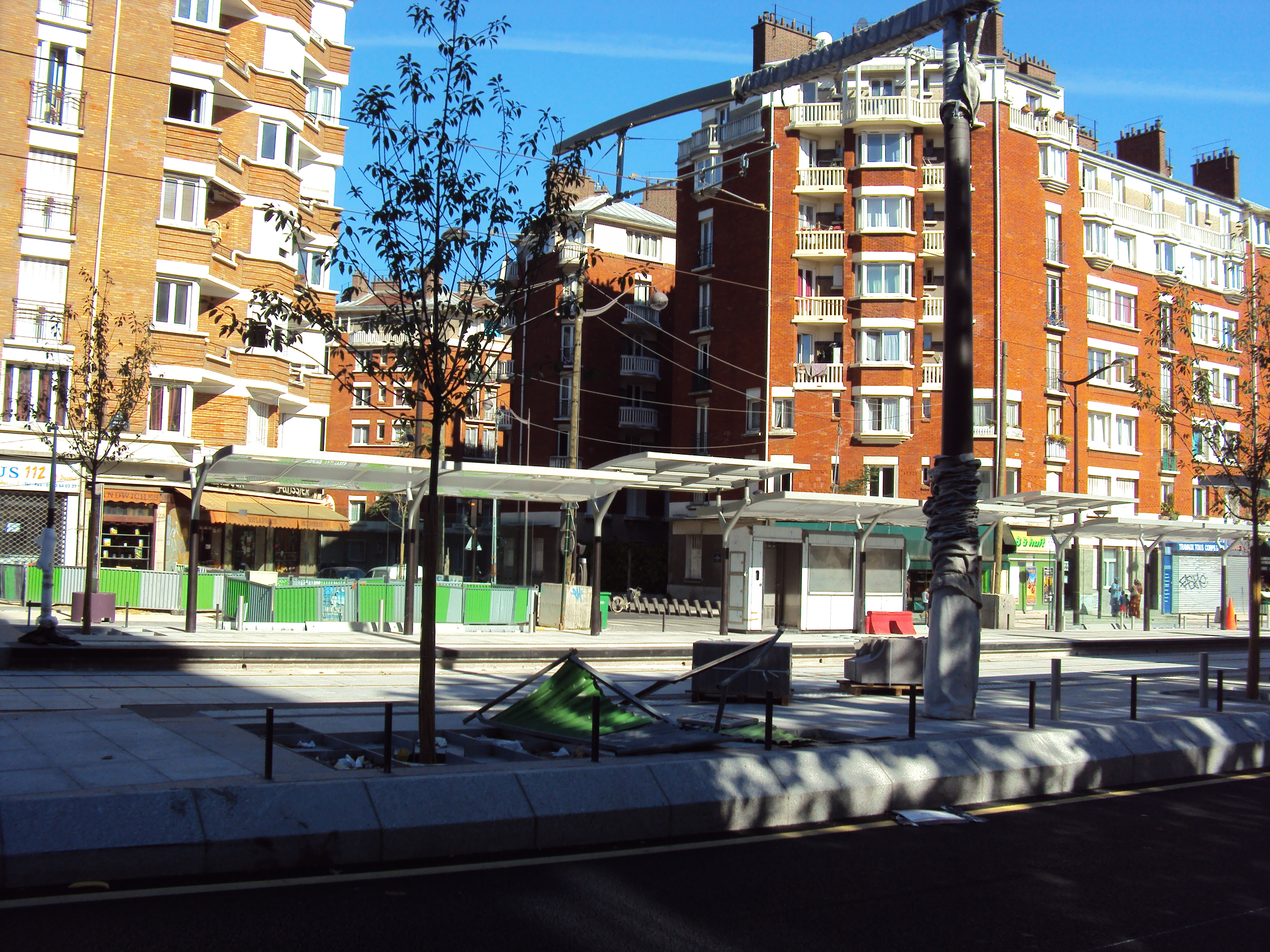
Station de tramway Marie de Miribel, située à 350 m de la place Marie-de-Miribel à Paris.

À Paris, dans le quartier de Charonne, la place Marie-de-Miribel lui est consacrée depuis 1982, à proximité des locaux de l'œuvre de la Croix Saint-Simon. En 2012, à l'occasion du prolongement de la ligne T3b du tramway de Paris, une station « Marie de Miribel » est créée, non loin de cette place.